# William Zouche (Erzbischof)
William Zouche (* nach 1292; † 19. Juli 1352 in Cawood Manor) war Lordsiegelbewahrer und Treasurer of the Exchequer von England sowie ab 1340 Erzbischof von York.

## Herkunft und frühe geistliche Laufbahn
Zouche entstammte der Adelsfamilie Zouche, doch seine genaue Abstammung ist ungeklärt. Wahrscheinlich war er ein Sohn von Roger la Zouche († 1302), dem Lord von Lubbesthorpe in Leicestershire, danach wäre er nach 1292/1293 als jüngerer Bruder von Roger la Zouche dem Jüngeren geboren. Zusammen mit William stiftete Roger 1337 je eine Priesterstelle in Lubbesthorpe und in Clipsham in Rutland. Damit war er ein Verwandter, aber kein jüngerer Sohn von William Zouche, 1. Baron Zouche of Haryngworth, der dem jungen William 1315 zu seinem ersten kirchlichen Amt, dem Rektorat von Clipsham verhalf. Zu diesem Zeitpunkt war er noch ungeweiht, im folgenden Jahr wurde er Subdiakon. Danach verlief sein weiterer Aufstieg zunächst langsam. 1324 war er immer noch Subdiakon, und 1330 gestattete ihm Bischof John Grandison von Exeter, in andere Diözesen zu wechseln. Seine Pfründe von Clipsham schien auszureichen, um ihm sein Studium zu finanzieren. Er erlangte 1320 den Grad eines Masters, vermutlich in Oxford, doch ob er überhaupt in England oder im Ausland studierte, ist nicht überliefert. Nach seinem Abschluss blieb er weiter an der Hochschule, wo er noch den Grad eines Bachelor of Law erlangte und anscheinend insgesamt zwölf Jahre verbrachte.

## Aufstieg im königlichen Haushalt
Nach seinem Studium trat Zouche vor 1328 in königliche Dienste. Zunächst im königlichen Haushalt beschäftigt, wurde er bereits im Januar 1329 aufgrund seiner Tüchtigkeit zum Verwalter der königlichen Garderobe ernannt. Durch die Gunst des jungen Königs Eduard III. erhielt er bereits im Juli 1328 eine weitere Pfründe in Exeter, dazu im Dezember 1329 das Archidiakonat von Barnstaple. Dieses tauschte er sechs Monate später gegen das Archidiakonat von Exeter, das er im Juni 1331 gegen das einträgliche Amt des Rektors von Yaxley in Huntingdonshire eintauschte. Wahrscheinlich ließ er sich in allen diesen Ämtern von Stellvertretern vertreten, bezog jedoch die Einkünfte und blieb weiterhin im Dienst des Königs in Westminster. 1332 und 1333 reiste er nach Flandern, um Gewänder für den König zu kaufen. Von 1333 bis 1335 wurde die königliche Garderobe aufgrund des Krieges mit Schottland mit anderen Hofämtern nach York verlegt. 
Bei Hofe stieg Zouche rasch weiter auf. Am 31. Juli 1334 wurde er zum Leiter der königlichen Garderobe befördert und acht Monate später, am 1. April 1335, zum Lordsiegelbewahrer. Als Inhaber dieses Amtes nahm er im Sommer 1335 am Feldzug gegen Schottland teil. Im November 1335 erhielt er eine Pfründe und ein Jahr später das Amt des Dekans von York Minster. Höhepunkt seiner weltlichen Karriere war seine Ernennung zum Treasurer of the Exchequer im März 1337. Er übernahm dieses Amt, als die königlichen Finanzen aufgrund des bevorstehenden Krieges mit Frankreich und wegen der Verhandlungen mit potentiellen Verbündeten in den Niederlanden äußerst angespannt waren. Die Inhaber des Amtes wechselten deshalb häufig. Bereits ein Jahr nach seinem Amtsantritt wurde Zouche durch Robert Wodehouse abgelöst, nur, um das Amt neun Monate später erneut zu übernehmen. Auch für den fähigen Verwalter Zouche war es jedoch unmöglich, die Forderungen des Königs nach Geld und Ausrüstung für den Krieg zu befriedigen. In der Folge sank er in der Gunst des Königs, zumal er zunehmend mit Erzbischof John Stratford von Canterbury, dem Eduard mit wachsender Missgunst begegnete, zusammenarbeitete.

## Wahl zum Erzbischof von York
Am 4. April 1340 starb Erzbischof William Melton von York. Drei Tage später übernahm Zouche als Treasurer die Verwaltung der Temporalien, und nachdem er sein Amt seinem Vertreter übergeben hatte, reiste er nach York, um als Dekan die Wahl eines neuen Erzbischofs zu leiten. Angeblich bevorzugte Erzbischof Stratford Zouche als neuen Erzbischof von York, während der König versuchte, seinen engsten Vertrauten William Kilsby wählen zu lassen. Kilsby reiste nach York, wo er Mitglied des Kathedralkapitels wurde, während Zouche am 2. Mai von seinem Amt als Treasurer entbunden wurde. Entgegen dem Willen des Königs wählte ihn das Kathedralkapitel an diesem Tag zum neuen Erzbischof von York.
Zouche war klar, dass ihm diese Wahl Probleme bringen würde, und nahm umgehend am gleichen Tag den erzbischöflichen Stuhl ein. Kilsby weigerte sich tatsächlich, seinen Anspruch aufzugeben, so dass sich sowohl Zouche wie auch er an Papst Benedikt XII. in Avignon wandten. Der König setzte sich in einem Brief an den Papst für seinen Kandidaten Kilsby ein und traf Vorkehrungen, um Zouche am Verlassen Englands zu hindern. Dennoch erkannte der Papst die Wahl von Zouche an und drohte am 13. August 1340 allen, die Zouche von seinem Amt abhalten wollten, die Exkommunikation an. Da ihm wegen des Krieges mit Frankreich der direkte Weg versperrt war, reiste Zouche über die Niederlande und Deutschland Richtung Avignon. Hinter Genf wurde er jedoch von drei Rittern überfallen und in einem abgelegenen Platz am Nordufer des Genfersees festgesetzt. Nach Zahlung eines Lösegelds und der Zusicherung, die Identität seiner Entführer nicht aufzudecken, wurde er freigelassen. Diese Entführung war höchstwahrscheinlich ein von Kilsby initiierter Versuch, ihn von Avignon fernzuhalten. Nach seiner Ankunft in Avignon entband der Papst Zouche von dem Eid, den er seinen Entführern geleistet hatte. Zouche enthüllte die Identität seiner Entführer, worauf der Papst versuchte, sie gefangen nehmen zu lassen. Trotz dieser Unterstützung durch den Papst dauerte es mehr als zwei Jahre, bis die Wahl von Zouche am 26. Juni 1342 vom neuen Papst Clemens VI. anerkannt und Zouche am 7. Juli zum Erzbischof geweiht wurde. Im September 1342 kehrte Zouche nach England zurück, wo er am 8. Dezember förmlich als Erzbischof eingesetzt wurde. Widerstrebend musste auch der König die Wahl anerkennen und übergab ihm am 19. September 1342 wieder die Temporalien. Nun kam es über die Wahl eines Nachfolgers für Zouche als Dekan von York Minster zu einem langwährenden Streit, bei dem Zouche den päpstlichen Kandidaten ablehnte und dafür von Papst Clemens exkommuniziert wurde. Erst im Juli 1352, drei Monate vor Zouches Tod, hob der Papst die Exkommunikation wieder auf.

## Krieg gegen Schottland
Obwohl Zouches Verhältnis zum König abgekühlt war, handelte Eduard III. pragmatisch, da er nun die Unterstützung des Erzbischofs benötigte. Da der König mit dem Großteil seiner Streitkräfte im Krieg in Frankreich gebunden war, war die englische Grenze zu Schottland, das mit Frankreich verbündet war, gefährdet. Zouche, der durch den Krieg von 1333 bis 1335 militärische Erfahrungen gegen die Schotten gesammelt hatte, wurde als Warden of the Scottish March mit der Verteidigung der Grenze beauftragt. Nach dem englischen Sieg gegen Frankreich bei Crécy versuchten die Schotten unter König David II. im Herbst 1346, mit einem Feldzug nach England ihre Verbündeten zu entlasten. Mit einem eilig zusammengerufenen Aufgebot stellte Zouche zusammen mit Henry Percy und Ralph Neville die schottische Armee westlich von Durham. Er kommandierte selbst eine der drei Armeeabteilungen, die den Schotten am 17. Oktober in der Schlacht von Neville’s Cross eine entscheidende Niederlage beibrachten.

## Erzbischof von York
Den Großteil seiner Zeit blieb Zouche jedoch in seinem Erzbistum und kümmerte sich um dessen Verwaltung. Dabei musste er die Pestepidemie von 1349 bewältigen, zu deren Abwendung er bereits am 28. Juli 1348 Prozessionen und Gebete anordnete. Diese Maßnahmen verhinderten natürlich nicht, dass die Pest im Mai 1349 Yorkshire erreichte. Zwischen Juli und August starben nach Schätzungen etwa 40 % der Geistlichen der Diözese. Zouche versuchte der Seuche zu entgehen und wechselte in dieser Zeit seinen Wohnsitz zwischen seinen Residenzen Cawood, Ripon und Bishop Burton. Als Erzbischof wurde er jedoch von zahlreichen Geistlichen aufgesucht, die sich um durch die Pest freiwerdende Ämter bewarben, wobei es einmal vorkam, das ein neuer Amtsinhaber, dem Zouche noch am Morgen das Amt verliehen hatte, am gleichen Tag an der Pest starb. Zouches Suffraganbischof Hugh, Titularbischof von Damaskus, wurde von Zouche beauftragt, zusätzliche Priesterweihen vorzunehmen und neue Friedhöfe zu weihen. Zouche selbst verfasste am 28. Juni 1349 sein Testament, überlebte aber die Pest. Er war jedoch schon vermutlich schwer krank und starb drei Jahre später. 
In seinem Testament stiftete er für sich eine Grabkapelle im York Minster, in der er beigesetzt werden wollte. Der Bau der Kapelle, die an der Südseite des Chorraums angebaut wurde, begann im April 1351 und war bei seinem Tod unvollendet. Zouche wurde in York Minster beigesetzt, jedoch nicht seinem Wunsch gemäß in seiner Grabkapelle. Seine Testamentsvollstrecker errichteten auch kein Grabdenkmal für ihn.